# Brett Zuijdwegt
Brett Zuijdwegt (1999) is een Nederlands topkorfbalster. Ze speelt in de Korfbal League namens PKC en is sinds 2019 toegevoegd aan het Nederlands korfbalteam.
In 2021, 2023 en 2024 werd zij kampioen in de Korfbal League.

## Spelerscarrière

### Begin
Zuijdwegt begon op driejarige leeftijd met korfbal bij de welpen van Sporting Delta uit Dordrecht.
Toen Zuijdwegt 10 was ging ze spelen bij het grotere Deetos om daar op hoger niveau te spelen. Hier doorliep ze haar opleiding in de jeugd. Ze speelde in 2014-2015 met Deetos A1 de Nederlandse zaalfinale in Ahoy, tegen het Delftse Fortuna. Deetos verloor de finale met 19-22, maar Zuijdwegt had haar talent laten zien.
Vanaf 2015 maakte ze, op 16-jarige leeftijd, deel uit van de hoofdmacht van Deetos, dat op dat moment niet op het hoogste niveau van Nederland speelde.
In seizoen 2016-2017 promoveerde Deetos op het veld van de Hoofdklasse naar de Ereklasse.
In seizoen 2017-2018 werd Zuijdwegt met Deetos 1e in de Hoofdklasse B in de zaal. Het speelde play-offs tegen AW.DTV en won in 3 wedstrijden deze serie. In de daaropvolgende Hoofdklasse Finale won Deetos van Dalto met 26-25, waarvan de beslissende goal uit handen van Zuijdwegt kwam. Zodoende promoveerde Deetos direct naar de Korfbal League.
Seizoen 2018-2019 was het debuut van Zuijdwegt in de league en voor Deetos was dit de terugkeer na een afwezigheid van 5 jaar op het hoogste niveau. Deetos had het lastig en verzamelde dit seizoen slechts 2 punten uit 18 wedstrijden. De club degradeerde hierdoor direct terug naar de Hoofdklasse. Wel had Zuijdwegt haar stempel op het seizoen gedrukt door met 43 goals de meest scorende dame bij Deetos te worden. Op het veld had Deetos het ook lastig, maar het werd net aan 5e in de Hoofdklasse B. Hierdoor degradeerde het niet.

### PKC
In april 2019 maakte Zuijdwegt bekend om vanaf seizoen 2019-2020 uit te komen voor PKC uit Papendrecht. 
In haar eerste seizoen bij PKC speelde zij slechts 1 wedstrijd, de openingswedstrijd tegen Fortuna/Delta Logistiek. Hierin maakte zij 3 goals. Echter hierna kwam zij vanwege blessureleed aan de kant te zitten, waardoor ze niet meer in actie kon komen in het Korfbal League seizoen.
In 2020-2021 kreeg PKC een nieuw coachingsduo, namelijk Wim Scholtmeijer (voormalig bondscoach) en Jennifer Tromp. Vanwege COVID-19 begon de competitie iets later dan normaal en om de planning passend te maken, werd de Korfbal League in 2 poules opgedeeld. PKC werd na de reguliere competitie ongeslagen 1e in Poule A, waardoor het zichzelf plaatste voor de play-offs. In de eerste play-off ronde versloeg PKC in 2 wedstrijden DVO. In de tweede play-off ronde trad PKC aan tegen TOP. TOP won de eerste wedstrijd en PKC de tweede, waardoor er een derde en belissende wedstrijd gespeeld moest worden. In deze beslissingswedstrijd won PKC overtuigend met 29-19, waardoor PKC zich plaatste voor de zaalfinale. In de zaalfinale, die weer in Ahoy werd gespeeld, trof PKC Fortuna. Hierdoor werd de finale van 2021 een herhaling van de finale van 2019. PKC won de finale met 22-18, waardoor het sinds 2015 weer Nederlands zaalkampioen was. Zuijdwegt speelde zelf een sterke finale door 5 goals te maken.
In seizoen 2021-2022 deed PKC in het seizoen weer goede zaken. Gedurende de reguliere competitie verloor het slechts 2 wedstrijden. Hierdoor eindigde de ploeg als 2e en haalden ze als 1 van de favorieten de play-offs. In de play-off serie won PKC in 2 wedstrijden van concurrent DVO, waardoor PKC voor het 3e jaar op rij in de zaalfinale stond. Ook voor de 3e jaar op rij was Fortuna weer de tegenstander. De finale, die weer in een vol Ahoy werd gespeeld, was spannend. Uiteindelijk won Fortuna de finale met 22-21, waardoor PKC was onttroond als zaalkampioen.
Iets later, in de veldcompetitie, won PKC in de kruisfinale van LDODK met 17-15 en plaatste zich zodoende voor de veldfinale. In de finale won PKC nipt met 24-23 van DVO. Hierdoor was PKC de nieuwe Nederlandse veldkampioen.
In seizoen 2022-2023 begon PKC in een favorietenrol. De ploeg was in de beginfase van de Korfbal League het sterkste van alle ploegen. In januari 2023 mocht de ploeg zijn kwaliteit laten zien in een vernieuwde opzet van de Europacup, namelijk de Korfball Champions League. PKC versloeg in de halve finale de Belgische zaalkampioen Floriant met 21-13, waardoor het zich plaatste voor de finale. In deze finalestrijd won PKC van de Nederlandse zaalkampioen Fortuna met 19-10 waardoor het de eerste Champions League winnaar was.
In de eigen competitie zette PKC de goede lijn door en stond na de 18 reguliere speelrondes op plek 1 met 30 punten. In de play-off serie moest PKC aantreden tegen het als nummer 4 geplaatste LDODK. In deze best-of-3 serie won PKC in 2 wedstrijden en plaatste zich zodoende voor de 4e zaalfinale op rij. Dit maal was DVO de tegenstander. In de zaalfinale was PKC al snel te sterk en won het met duidelijke cijfers, 33-20. Hiermee pakte PKC ook een record, want het was nog nooit eerder gebeurd in de geschiedenis van de Korfbal League dat een ploeg boven de 30 goals maakte. Voor Zuijdwegt was er echter wel pech bij de zaalfinale ; vanwege een blessure moest zij vanaf de reservebank toekijken hoe haar ploeg de titel won.
Iets later, in de veldcompetitie, deed PKC ook goede zaken. Zo stond de ploeg na de reguliere competitie bovenaan de Ereklasse B. Hierdoor had de ploeg zich geplaatst voor de kruisfinale. In de kruisfinale won PKC met 17-15 van LDODK, waardoor het zich voor het tweede jaar op rij plaatste voor de veldfinale. In de finale was Fortuna de tegenstander en PKC won de wedstrijd met 18-13, waardoor het de veldtitel prolongeerde.
In het volgende seizoen (2023-2024) werd het wederom en sterk seizoen voor PKC. In de zaalcompetitie won PKC 15 van de 18 wedstrijden en stond na de reguliere competitie op de 1e plek. Zodoende ging PKC als favoriet de play-off serie in. In de best-of-3 serie was KZ de tegenstander, de ploeg die als 4e eindigde in de competitie. PKC won in 2 wedstrijden, waardoor het zich plaatste voor de zaalfinale in Ahoy. Net als in het seizoen ervoor was DVO de tegenstander in Ahoy. In deze zaalfinale gaf DVO PKC meer partij, maar ook nu wist PKC de wedstrijd te winnen (23-21). Hierdoor wist PKC hun zaaltitel te prolongeren. Iets later, in de veldcompetitie plaatste PKC ongeslagen zichzelf voor de kruisfinale. Hier was Fortuna de tegenstander en die bleek een maatje te groot, PKC verloor de kruisfinale met 12-11.
In (seizoen 2024-2025) was er snel slecht nieuws voor Zuijdwegt. In de eerste wedstrijd (tegen DOS'46) raakte ze zwaar geblesseerd aan haar knie. Hierdoor zal ze langdurig aan de kant blijven.

## Erelijst
- Korfbal League kampioen, 4× (2021, 2023, 2024, 2025)
- Ereklasse kampioen, 2× (2022, 2023)
- Supercup kampioen, 1× (2022)
- Champions League kampioen zaalkorfbal, 3× (2023, 2024, 2025)

## Oranje
Zuijdwegt speelde voor Jong Oranje, maar werd in 2019 opgeroepen voor het Nederlands korfbalteam, onder leiding van bondscoach Wim Scholtmeijer.
In 2020 werd Scholtmeijer vervangen door de nieuwe bondscoach Jan Niebeek. 
Zuijdwegt won goud op de volgende internationale toernooien:
- EK 2021
- World Games 2022
- WK 2023
- EK 2024